# Столкновение над Натальиным Яром
Столкновение над Натальиным Яром — авиационная катастрофа, произошедшая в пятницу 25 марта 1977 года, когда в небе близ села Натальин Яр (Саратовская область) столкнулись в воздухе два самолёта Ан-2Р Узбекского управления гражданской авиации (Аэрофлот). Всего в катастрофе погибли 10 человек.

## Самолёты
Оба самолёта относились к 314-му лётному отряду Ургенчского объединённого авиационного отряда Узбекского управления гражданской авиации (образован примерно в 1964 году из Ургенчской объединённой авиационной эскадрильи Узбекского территориального управления гражданского воздушного флота).
Ан-2Р с регистрационным номером CCCP-28938 (заводской — 1G08-23, серийный — 008-23) был выпущен заводом PZL-Mielec в Мелеце (Польская Народная Республика) 1 августа 1961 года. Его передали Главному Управлению гражданского флота при Совете министров, которое направило борт 28938 в Ургенчскую авиаэскадрилью. На момент происшествия самолёт имел наработку 10 058 часов и 27 097 циклов «взлёт-посадка». Пилотировал его экипаж, состоящий из командира (КВС) Докшина В. Н., второго пилота Андронникова А. Н., а также старшего штурмана авиаэскадрильи Берковича А. И.. Кроме того, на борту пассажирами летели авиатехник и авиамеханик.
Ан-2Р с регистрационным номером CCCP-32112 (заводской — 1G93-18, серийный — 093-18) был выпущен заводом PZL-Mielec в Мелеце (Польская Народная Республика) 28 марта 1968 года. Его передали Министерству гражданской авиации Советского Союза, которое к 2 июля направило борт 32112 в Ургенчский авиаотряд. На момент происшествия самолёт имел наработку 5950 часов и 19 234 цикла «взлёт-посадка». Пилотировал его экипаж, состоящий из командира (КВС) Лапина В. И. и второго пилота Рахметова Р. С.. Помимо этого, на борту пассажирами летели авиатехник, авиамеханик, а также инженер радиоэлектронного и связного оборудования самолётов (РЭСОС).

## Катастрофа
Группа из семи самолётов Ан-2 Ургенчского авиаотряда выполняла перелёт с аэродрома базирования (Ургенч, Узбекская ССР) в Московскую область (аэропорт Мячково), где им предстояло выполнять агрохимические работы. До промежуточной остановки в Уральске (Казахская ССР) полет прошёл без отклонений, следующей промежуточной остановкой была Пенза, полёт к которой должен был выполняться по маршруту Уральск—Перелюб—Русский Камешкир—Пенза. Согласно прогнозу погоды полёт должен был проходить в тылу циклона, а на маршруте ожидались отдельные разорвано-дождевые облака с нижней границей 100—200 метров и сплошные с отдельными разрывами слоисто-дождевые облака с нижней границей 200—300 метров, дымка, ветер на высоте 500 метров северо-северо-восточный умеренный (20° 30 км/ч), видимость до 3—5 километров. В 12:33 МСК группа вылетела из аэропорта Уральск в Пензу.
В процессе полёта на высоте 500 метров самолёты неоднократно влетали в облака, из-за чего экипажи переставали видеть друг друга и вскоре уже плохо ориентировались, кто где находится. Затем в 14:59 местного времени (12:59 МСК), когда группа находилась близ села Натальин Яр и в 85 километрах северо-западнее (азимут 315°) аэропорта вылета, второй и третий самолёты (борта 28938 и 32112) врезались друг в друга. Находясь на полтора метра выше относительно борта 28938, борт 32112 своей левой полукоробкой и воздушным винтом врезался в его правую сторону и разрушил тому силовую установку с правой полукоробкой. Также воздушный винт борта 32112 разрушил на борту 28938 топливо- и маслопроводы, после чего вытекшие жидкости загорелись, вызвав пожар, который охватил оба самолёта. Пролетев от точки столкновения ещё 350 метров, горящие Ан-2 рухнули в степи всего в 25 метрах друг от друга, полностью разрушились и сгорели. Все 10 человек на обоих бортах (по 5 человек на каждом) погибли.

## Расследование
В ходе расследования было установлено, что командир авиаэскадрильи Сапелкин А. И., который выполнял обязанности старшего группы, и командир звена Рецкий В. И., который был ведущим группы, приняли решение выполнять полёт на расчётной высоте, при этом не проанализировав как следует полученный прогноз погоды. Между тем, в прогнозе погоды ясно было указано, что минимальная высота сплошной облачности на маршруте будет до 200 метров, при том, что погодный минимум группы составлял 250 метров, то есть в таких условиях выполнять визуальный полёт уже было нельзя. Когда же группа влетела в облака, пилоты не стали возвращаться на аэродром вылета, а продолжили следование к Пензе. При этом экипажи самовольно изменяли высоту полёта, без согласования с диспетчером и не сообщая ему об этом, после чего на высоте 500 метров в одной точке и оказались два самолёта, которые врезались друг в друга.
Нарушения в работе были отмечены не только у экипажей Ургенчского авиаотряда. Так дежурный штурман в Уральске не проконтролировал надлежащим образом предполётную подготовку экипажей и не проверил их знания, а также наличие у каждого радиоданных по маршруту полёта. Дежурный бригадир базирующегося в этом же аэропорту Уральского объединённого авиаотряда имел данные, что погодные условия в районах полётов и маршрутов местных воздушных линий уже на пределе для выполнения визуальных полётов, но не стал пытаться повлиять на командира группы узбекских Ан-2, когда тот принял решение на вылет. Диспетчер аэродромной службы не проанализировала погодную обстановку на маршруте и дала разрешение на вылет группы, а руководивший воздушным движением диспетчер местных воздушных линий в свою очередь не знал о ситуации с погодой в регионе. Что до выданного метеослужбой прогноза погоды, то он фактически оправдался.

## Причины
Согласно заключению комиссии, непосредственными виновниками катастрофы стали сами экипажи самолётов, которые грубо нарушили установленные правила визуальных полётов тем, что периодически попадая в облака не стали возвращаться на аэродром вылета и продолжили полёт, хотя фактические погодные условия уже не позволяли выполнять визуальный полёт не только на выбранной высоте, но и даже на безопасной. Способствовали катастрофе следующие факторы:
1. Командир группы принял решение на вылет, не имея для этого оснований.
2. Авиадиспетчеры разрешили выполнять полёт, хотя погодные условия не позволяли выполнять полёт ниже минимально допустимого эшелона.
3. Дежурный командир Уральского авиаотряда не проконтролировал ситуацию, когда было принято решение на полёт группы.